# Поляризация вакуума
Поляризация вакуума — совокупность виртуальных процессов рождения и аннигиляции пар частиц в вакууме, обусловленных квантовыми флуктуациями. Эти процессы формируют нижнее (вакуумное) состояние систем взаимодействующих квантовых полей.

## Механизм поляризации вакуума

Диаграмма Фейнмана для процесса поляризации вакуума (однопетлевое приближение). Виртуальная петля

В отличие от абстрактного (математического) вакуума, который представляется абсолютной пустотой, реальный (физический) вакуум является пустым только «в среднем». На это «среднее» и настроены наши приборы. Однако как бы хорошо мы ни опустошили и ни экранировали определённую область пространства, в ней в силу принципа неопределённости могут существовать виртуальные частицы. В том числе возможно даже рождение заряженных частиц в паре со своей античастицей — это так называемая виртуальная петля на диаграмме Фейнмана. Петля может существовать очень короткое время в пределах квантовой неопределённости {\displaystyle \delta t\approx \hbar /\delta E}, чтобы не нарушать закон сохранения энергии. Но если на вакуум воздействует внешнее поле, то за счёт его энергии возможно рождение реальных частиц. Взаимодействие частиц с вакуумом приводит к изменению массы и заряда частиц.

## Поляризация вакуума и квантовая электродинамика
Поляризация вакуума в квантовой электродинамике заключается в образовании виртуальных электронно-позитронных (а также мюон-антимюонных и таон-антитаонных) пар из вакуума под влиянием электромагнитного поля. Поляризация вакуума приводит к радиационным поправкам к законам квантовой электродинамики и к взаимодействию нейтральных частиц с электромагнитным полем.

## Поляризация вакуума и квантовая хромодинамика
Поляризация вакуума глюонами в квантовой хромодинамике приводит к антиэкранировке цветового заряда и ненаблюдаемости свободных кварков..

## Поляризация вакуума и гравитация
На сверхмалых расстояниях ({\displaystyle 10^{-33}} см) возникает связь квантовых эффектов с гравитационными. Сверхтяжёлые виртуальные частицы создают вокруг себя заметное гравитационное поле, которое начинает искажать геометрию пространства. Массы таких частиц {\displaystyle m\approx {\sqrt {\frac {\hbar c}{g}}}}, примерно {\displaystyle 10^{19}} ГэВ/c2 (планковская масса), длина волны {\displaystyle \lambda \approx {\frac {\hbar }{mc}}}, примерно {\displaystyle 10^{-33}} см (планковская длина). Предполагается, что процессы гравитационной поляризации вакуума играют важную роль в космологии.
С другой стороны, вполне возможно, что на таких расстояниях традиционные представления о пространстве и времени (и, в том числе, о поляризации вакуума) становятся совершенно неприменимыми, и привычный квантовополевой подход перестаёт быть адекватным, уступая место теориям квантовой гравитации, основанным на выявлении необычных геометрических и топологических свойств квантованного пространства-времени, таким, как М-теория, петлевая квантовая гравитация и причинная динамическая триангуляция.

## Явления, обусловленные поляризацией вакуума
- Аномальный магнитный момент
- Дельбрюковское рассеяние
- Эффект Унру
- Лэмбовский сдвиг
- Эффект Казимира
- Излучение Хокинга
- Эффект Шарнхорста